# Shaun Cummings
Shaun Michael Cummings, más conocido como Shaun Cummings (Londres, Inglaterra, 28 de febrero de 1989), es un futbolista inglés. Se desempeña como defensa y es internacional con la selección de Jamaica.

## Trayectoria
Cummings se incorporó a la Academia del Chelsea Football Club a los 12 años de edad en el 2002, donde lideró al equipo juvenil. Su primera aparición con el equipo de reservas fue en la temporada 2007-08, donde jugó 18 partidos y anotó en una ocasión. Durante esa temporada, Cummings se desempeñó como delantero.
En agosto de 2008 fue cedido en préstamo al Milton Keynes Dons durante un mes, sin embargo, su préstamo fue extendido hasta el fin de la temporada 2008-09 en diciembre de 2008. Hizo su debut con el equipo el 16 de agosto de 2008 contra el Northampton Town. Regresó al Chelsea FC en mayo de 2009.
El 17 de agosto de 2009, Cummings fue cedido en préstamo al West Bromwich Albion hasta septiembre de 2009. Sin embargo, el préstamo duró muy poco, ya que fue contratado por el Reading FC el 1 de septiembre de 2009, firmando un contrato de 3 años.

## Clubes
| Club                 | País       | Año         |
| -------------------- | ---------- | ----------- |
| Chelsea FC           | Inglaterra | 2002 - 2008 |
| Milton Keynes Dons   | Inglaterra | 2008 - 2009 |
| West Bromwich Albion | Inglaterra | 2009        |
| Reading FC           | Inglaterra | 2009 - 2015 |
| Millwall FC          | Inglaterra | 2015 - 2017 |